# Inessivus
Az inessivus (a latin inesse „benne lenni” kifejezésből) egy nyelvtani eset. Egyes nyelveken a valamilyen zárt területen belüli létezést, vagy valamely ezzel rokon állapotot fejez ki. A magyarban legtöbbször a „-ban/-ben” toldalék jelöli; példák más nyelvekből, mind „házban" jelentéssel: "talo·ssa" (finn), „maja·s" (észt),  „etxea·n" (baszk) és „nam·e" (litván).

## Az egyes nyelvekben

### Finnugor nyelvek
A finnben az inessivus általában a „-ssa/-ssä” toldalékolásával jön létre. Az észtben ugyanezt a jelentést az „-s” toldalék hordozza. 
A magyarban leggyakrabban a „-ban/-ben” toldalék jelöli (pl. lakás.ban), de sokszor (főleg települések esetén) más esetek toldaléka fejezi ki ugyanezt a jelentést, például a superessivusi „-n/-on/-en/-ön” (pl. Budapest.en), vagy a locativusi „-t/-tt” (pl. Győr.ött.)